# Michel Picquenot
Michel Picquenot (né le 8 avril 1747 à Montville et mort le 10 mai 1814 à Paris) est un graveur français.

## Biographie
Il se distingue surtout par la reproduction de chasses, de paysages et de campements militaires.
Il demeure au collège de Presles, rue des Carmes à Paris.
Sa fille Euphrasie Picquenot exerça également la gravure.

## Œuvres
- Hommage à la valeur parisienne
- Hommage à l'Assemblée nationale

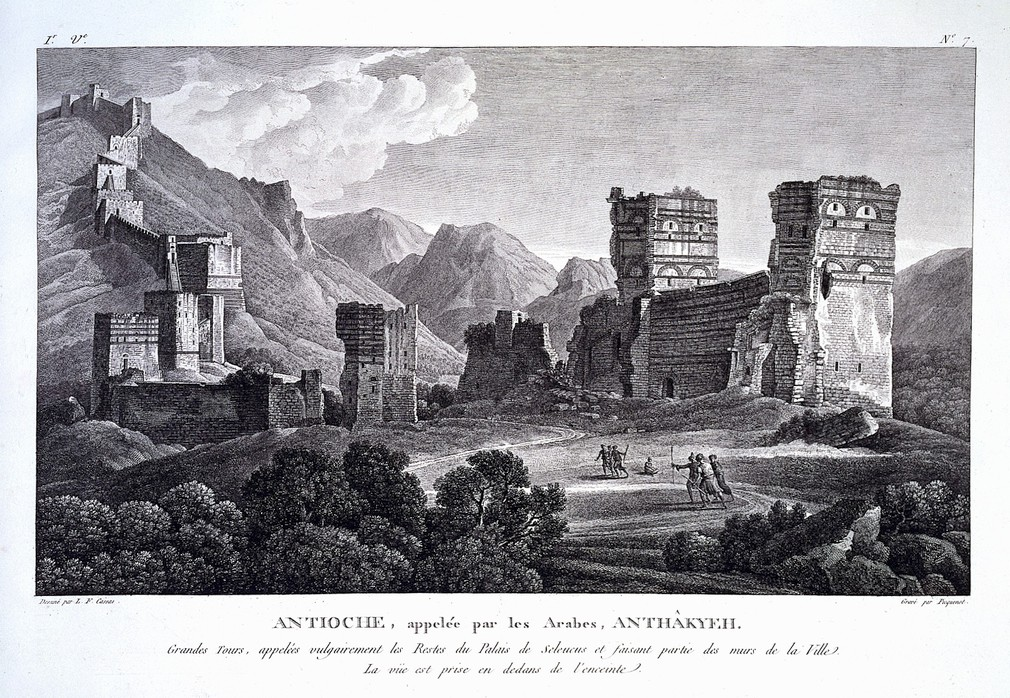
Antioche, gravure de Michel Picquenot d'après un dessin de Louis-François Cassas.

- La philosophie et le patriotisme vainqueurs des préjugés. Dédié à la Nation. Présenté à l’Assemblée nationale
- Vive attaque des retranchements des Romains par les Gaulois qui sont repoussés (1785)
- Vue du château de Robert dit le Diable
- Vue de l'abbaye de Jumièges (1788)
- La prise de Thionville par le duc d'Enghien, le Grand Condé en 1643 (1788)
- Vue de la grotte de Fingal à l'île de Staffa, une des Hébrides (1804)
- Deuxième vue de la colonnade basaltique d'Antrim en Irlande (1811)[2]